# VIII. Zimske olimpijske igre – Squaw Valley 1960.
VIII. Zimske olimpijske igre  su održane 1960. godine u Squaw Valleyu, u SAD. 
Organizatori su uspješno priredili Olimpijsko selo, natjecateljske terene i sve ostale prateće objekte. Međutim, zbog pretoplog vremena desetak dana prije otvaranja Igara doslovno se rastopilo veliko privremeno parkiralište napravljeno na smrznutom terenu i ledu. Kao uvijek u sličnim prilikama, u pomoć je priskočila vojska pa je velik broj vojnika pomogao dovući led s okolnih planina i ponovno utabati parkiralište.
Među športskim terenima nije bilo bob staze, tako da su ovo bile jedine ZOI u povijesti na kojima natjecanje u bobu nije održano. Po prvi puta su za obradu rezultata korištena računala, koje je za tu priliku priredila tvrtka IBM.
U program Igara je uvršten šport biatlon, te discipline brzog klizanja za žene.
Nakon Igara domaćini su odlučili sačuvati olimpijski plamen, te on u Squaw Valleyu gori i dan danas!
U natjecateljskom programu su se istaknuli sljedeći pojedinci i momčadi:
- Jevgenij Grišin iz SSSR-a je ponovio svoj uspjeh sa ZOI četiri godine ranije, osvojivši zlata u brzom klizanju u utrkama na 500 m i na 1500 m. Lidia Skoblikova je ponovila uspjeh svog momčadskog kolege također osvojivši dva zlata u tom športu.
- Veikko Hakulinen iz Finske se istaknuo u skijaškom trčanju, kada je kao zadnji trkač u postavi Finske nadoknadio veliko zakašnjenje za tada vodećim Norvežanima te osvojio zlato prestigavši norveškog trkača doslovno u zadnjem metru.
- Momčad SAD-a je na zadovoljstvo domaćih navijača neočekivano osvojila zlato u hokeju na ledu.

## Popis športova
| - alpsko skijanje - biatlon - brzo klizanje - hokej na ledu - umjetničko klizanje |  | - nordijsko skijanje: - skijaško trčanje - nordijska kombinacija - skijaški skokovi |

## Popis podjele medalja
(Medalje domaćina posebno istaknute)
| Zimske olimpijske igre Squaw Valley 1960. | Zimske olimpijske igre Squaw Valley 1960. | Zimske olimpijske igre Squaw Valley 1960. | Zimske olimpijske igre Squaw Valley 1960. | Zimske olimpijske igre Squaw Valley 1960. | Zimske olimpijske igre Squaw Valley 1960. |
| ----------------------------------------- | ----------------------------------------- | ----------------------------------------- | ----------------------------------------- | ----------------------------------------- | ----------------------------------------- |
| Plasman                                   | Država                                    | Zlato                                     | Srebro                                    | Bronca                                    | Ukupno                                    |
| 1                                         | SSSR                                      | 7                                         | 5                                         | 9                                         | 21                                        |
| 2                                         | Ujedinjeni tim Njemačke                   | 4                                         | 3                                         | 1                                         | 8                                         |
| 3                                         | SAD                                       | 3                                         | 4                                         | 3                                         | 10                                        |
| 4                                         | Norveška                                  | 3                                         | 3                                         | 0                                         | 6                                         |
| 5                                         | Švedska                                   | 3                                         | 2                                         | 2                                         | 7                                         |
| 6                                         | Finska                                    | 2                                         | 3                                         | 3                                         | 8                                         |
| 7                                         | Kanada                                    | 2                                         | 1                                         | 1                                         | 4                                         |
| 8                                         | Švicarska                                 | 2                                         | 0                                         | 0                                         | 2                                         |
| 9                                         | Austrija                                  | 1                                         | 2                                         | 3                                         | 6                                         |
| 10                                        | Francuska                                 | 1                                         | 0                                         | 2                                         | 3                                         |
| 11                                        | Nizozemska                                | 0                                         | 1                                         | 1                                         | 2                                         |
| 11                                        | Poljska                                   | 0                                         | 1                                         | 1                                         | 2                                         |
| 13                                        | Čehoslovačka                              | 0                                         | 1                                         | 0                                         | 1                                         |
| 14                                        | Italija                                   | 0                                         | 0                                         | 1                                         | 1                                         |
|                                           |                                           |                                           |                                           |                                           |                                           |
| Ukupno                                    | Ukupno                                    | 28                                        | 26                                        | 27                                        | 81                                        |